# Skip Bifferty
Skip Bifferty war eine englische psychedelische Rockband der zweiten Hälfte der 1960er Jahre.

## Geschichte
Skip Bifferty entstand 1966 aus der Band The Chosen Few, als deren Sänger Alan Hull (später bei Lindisfarne) durch Graham Bell ersetzt wurde. Die übrigen Bandmitglieder waren Mick Gallagher (Keyboard), Colin Gibson (Bass), John Turnbull (Gitarre) und Tommy Jackman (Schlagzeug). Ihr Manager Don Arden, der Vater von Sharon Osbourne, verschaffte ihnen einen Plattenvertrag bei RCA Records.
Die Gruppe nahm eine Reihe von Singles und ein Album auf. Nach Streitigkeiten mit Arden machten sie Anfang 1969 unter dem Namen Heavy Jelly eine letzte Aufnahme, wobei Paul Nichols am Schlagzeug saß. Danach löste sich die Gruppe auf.
Bell, Turnbull und Gallagher traten 1971 als Bell & Arc auf. Bassist Gibson arbeitete unter anderem mit Ginger Baker, Bert Jansch, Alvin Lee und Van Morrison. John Turnbull und Mick Gallagher spielten 1977 bei den Blockheads, der Band von Ian Dury.

## Diskografie

### Alben
- 1968: Skip Bifferty (RCA)
- 2003: Skip Bifferty – The Story of Skip Bifferty (Sanctuary / Castle CMEDD 518; Doppel-CD)

### Singles
- 1967: On Love / Cover Girl (RCA)
- 1967: Happy Land / Reason to Live (RCA)
- 1968: Man in Black / Money Man (RCA)
- 1969: I Keep Singing That Same Old Song / Blue (als Heavy Jelly auf Island Records)